# Los Angeles City Hall
O Los Angeles City Hall, concluído em 1928, é o centro do governo da cidade de Los Angeles, Califórnia, e abriga o gabinete do presidente (português europeu) ou prefeito (português brasileiro), e as salas de reunião e escritórios da assembleia (português europeu) ou câmara (português brasileiro) municipal de Los Angeles. Está localizado no distrito do Civic Center, na Downtown Los Angeles, na quadra da cidade cercada pelas ruas Main, Temple, First, e Spring.

## História

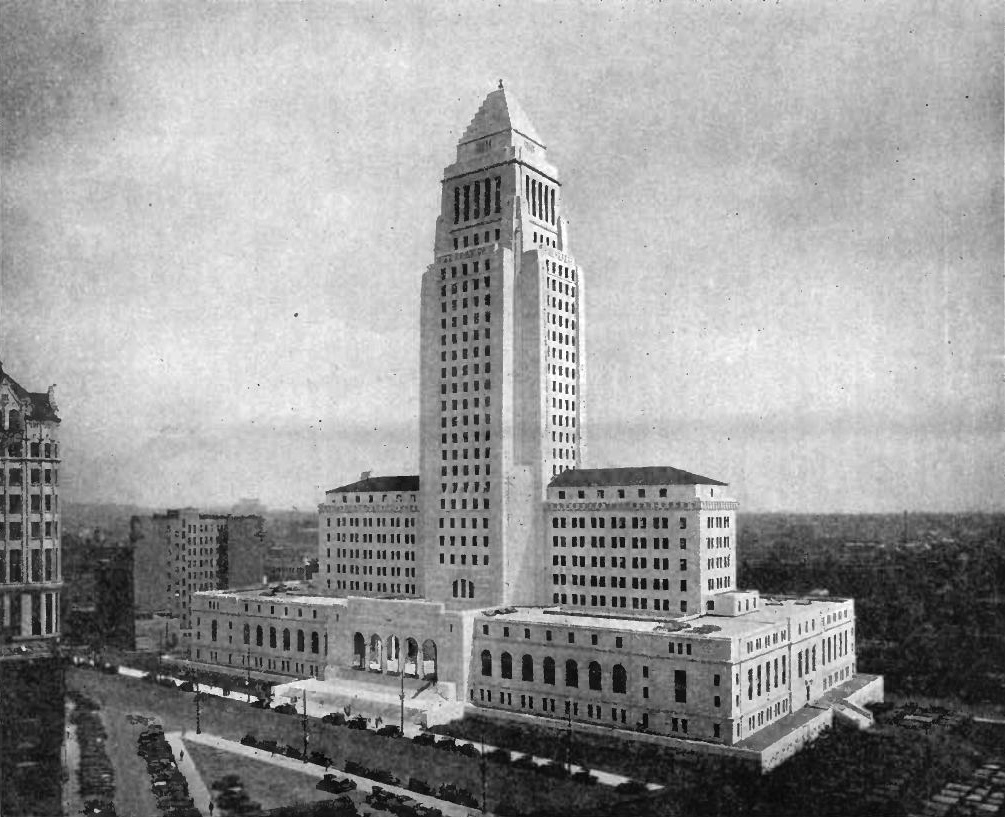
Fotografia de 1931 do então novo City Hall (com os agora 10 andares demolidos do International Savings Bank logo à esquerda).

O edifício foi prjetado por John Parkinson, John C. Austin, e Albert C. Martin, Sr., e foi completado em 1928. Cerimônias de inauguração foram realizadas em 26 de abril de 1928. Ele tem 32 andares e 138 m de altura, sendo a mais alta estrutura com isolamento sísmico no mundo, e foi submetido a um retrofitting sísmico que permitirá ao edifício sustentar danos mínimos e permanecer funcional após um terremoto de magnitude 8.2. O concreto na sua torre foi feito com areia de cada um dos 58 condados da Califórnia e água de suas 21 missões históricas. A distinta torre do edifício foi baseada na forma do Mausoléu de Halicarnasso,[carece de fontes?] e mostra influência da Biblioteca Pública de Los Angeles, completada logo após a estrutura foi iniciada. Uma imagem do edifício está nos distintivos do Departamento de Polícia de Los Angeles desde 1940.
Devido em parte a preocupação com abalos sísmicos, antes do final da década de 1950 a cidade de Los Angeles não permitia que ninguém construísse outros edifícios a não ser meras torres decorativas que não tivessem mais de 46 m de altura.[carece de fontes?] Portanto, desde a sua conclusão em 1928 até 1964, o edifício câmara (português europeu) ou prefeitura (português brasileiro) municipal foi mais alto de Los Angeles, e dividiu o horizonte com apenas algumas estruturas com torres decorativas, incluindo a Torre Richfield e do Eastern Columbia Building.
O edifício foi nomeado como Monumento Histórico-Cultural de Los Angeles em 1976.

## Uso
Um deque de observação é aberto ao público no 27º andar. O presidente (português europeu) ou prefeito (português brasileiro) de Los Angeles tem um escritório na sala 300 desse prédio e a cada terça-feira, quarta-feira e sexta-feira às 10:00 h, a assembleia (português europeu) ou câmara (português brasileiro) municipal de Los Angeles se reúne em seus salões. O edifício municipal e os prédios federais, estaduais e condais das redondezas são atendidos pela Estação Civic Center, na Linha Vermelha do metrô.

## Fotos

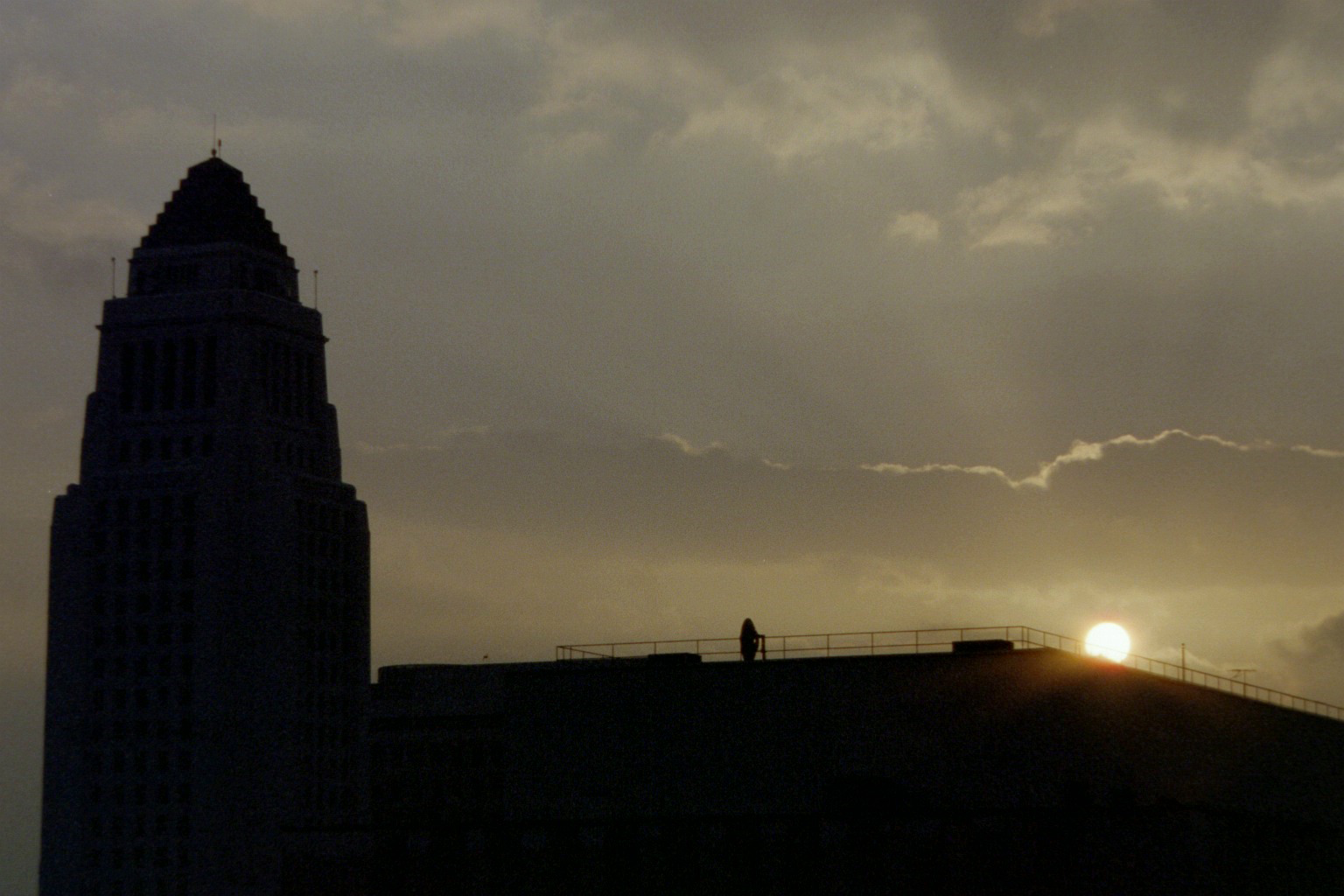
A silhueta do edifício no pôr-do-sol
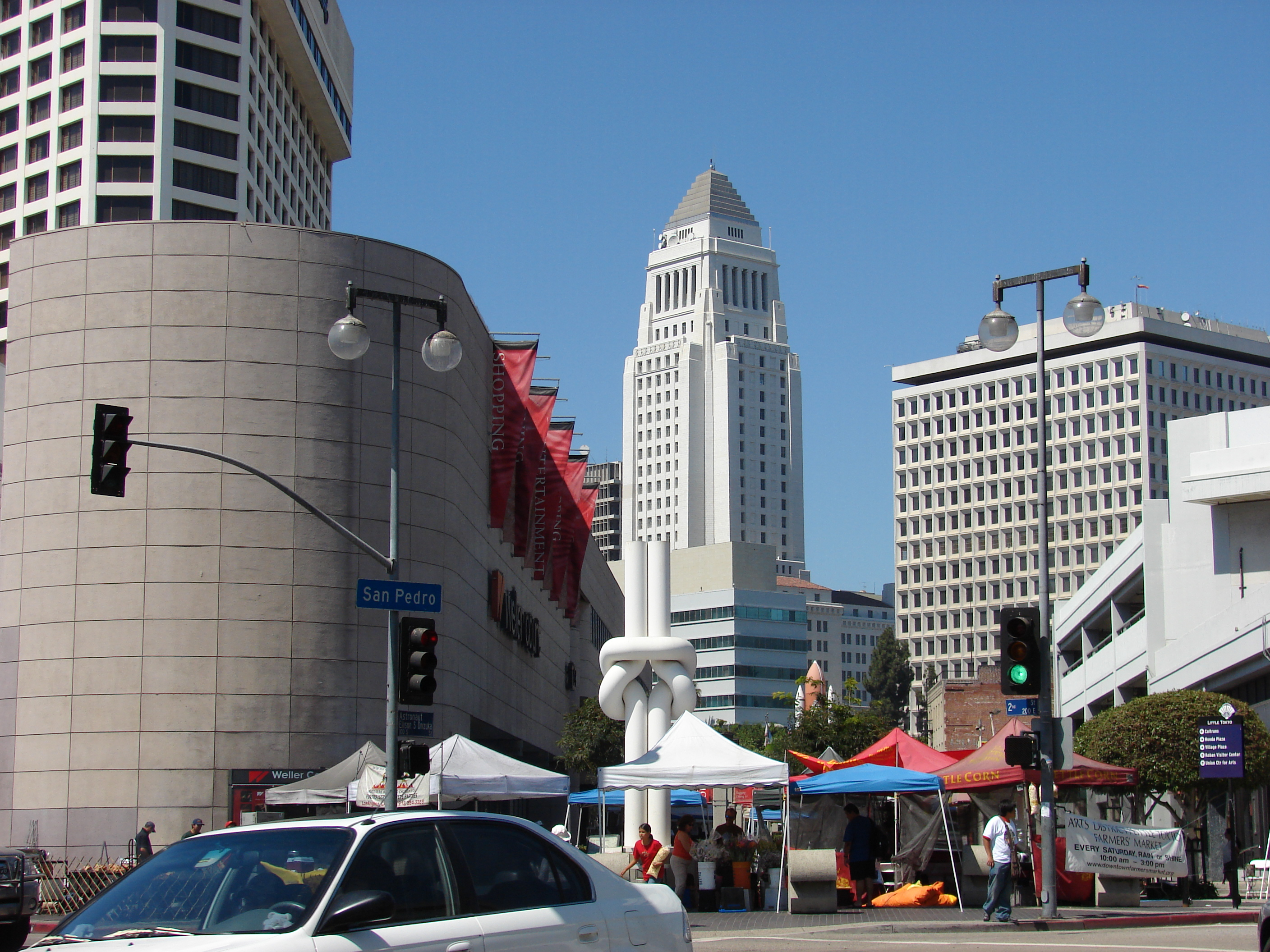
O edifício visto da San Pedro com 2nd Street